# Байрамкулова Зухра Абдурахманівна
Зухра Абдурахманівна Байрамкулова (30 серпня 1940, Кисловодськ, РРФСР, СРСР — 10 квітня 2013, село Учкекен, Карачаєво-Черкесія, Російська Федерація) — передовик радянського сільського господарства, доярка колгоспу «Учкекенський» Малокарачаєвського району Карачаєво-Черкеської автономної області Ставропольського краю, Герой Соціалістичної Праці (8.04.1971). Член ЦК КПРС у 1990—1991 роках. Депутат Верховної Ради СРСР 9—10-го скликань.

## Біографія
Зухра Байрамкулова народилася в місті Кисловодську Ставропольського краю. За національністю — карачаївка.
Після закінчення неповної середньої школи в 1956—1957 роках працювала робітницею бавовнозаводу села Бєловодське Сайрамського району Чимкентської області Казахської РСР. З 1957 по 1962 рік — робітниця-бетонярка будівельно-монтажної дільниці тресту «Карачай-Черкеськсільбуд».
У 1960 році вступила в ряди КПРС.
У 1962—1963 роках — ланкова радгоспу «Красновосточний» Карачаєво-Черкеської автономної області Ставропольського краю.
З 1963 року і до виходу на пенсію працювала дояркою в радгоспі «Учкекенський» Малокарачаєвського району Карачаєво-Черкеської автономної області Ставропольського краю.
У 1971 році указом Президії Верховної Ради СРСР їй присвоєно звання Героя Соціалістичної Праці з врученням ордена Леніна і золотої медалі «Серп і Молот».
Активно брала участь у суспільному і політичному житті. Була делегатом XXV з'їзду КПРС (1976), депутатом Верховної Ради СРСР 9-го і 10-го скликань (1974—1984). Обиралася до складу ЦК КПРС у 1990 році на XXVIII з'їзді КПРС.
У 1990-х роках Байрамкулова вийшла на пенсію. Жила в селі Учкекен Малокарачаєвського району Карачаєво-Черкесії. Померла 10 квітня 2013 року. Була останнім Героєм Соціалістичної Праці, які проживали в Карачаєво-Черкесії.

## Нагороди
- Герой Соціалістичної Праці (8.04.1971)
- орден Леніна (8.04.1971)
- орден Жовтневої Революції (6.09.1973)
- орден «Знак Пошани» (22.03.1966)
- медалі